# Revenge of the Virgins
Pour plus de détails, voir Fiche technique et Distribution.
Revenge of the Virgins est un western érotique américain réalisé par Peter Perry Jr. en 1959 sur un scénario d'Ed Wood

## Synopsis
Melvin Potter est sommé par son épouse Ruby de s'enrichir à tout prix. Il ne voit comme solution que de s'acoquiner avec une bande d'aventuriers assez louches. L'un d'entre-deux prétend qu'il connait un filon situé en plein territoire indien. Le groupe se met en marche tiraillé par des tensions internes d'autant qu'ils sont rejoints par deux déserteurs de la cavalerie. Ils sont vite repérés par un groupe d'amazones aux seins nus qui tiennent à défendre leur territoire et les richesses qu'il contient. Les membres du groupe seront décimés les uns après les autres.

## Fiche technique
- Titre : Revenge of the Virgins
- Réalisateur : Peter Perry Jr.
- Scénario : Ed Wood (crédité comme Pete La Roche)
- Musique : Gene Kauer
- Photographie : Gene Gropper, Vilis Lapenieks
- Durée : 59 minutes
- Genre : western, érotique
- Sortie :  États-Unis : août 1959
- Pays :  États-Unis

## Distribution

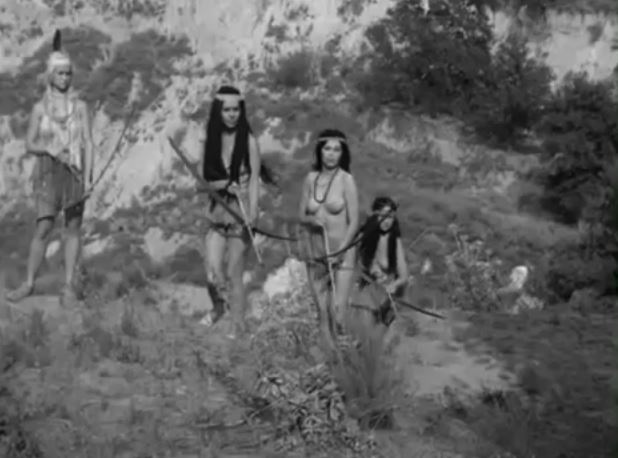
Capture d'image du film.

- Charles Veltmann Jr. : Melvin Potter
- Jodean Lawrence : Ruby Potter
- Stanton Pritchard : Pan Taggart, le prospecteur
- Hank Delgado : Le propriétaire du saloon
- Louis Massad : Mike Horton, un aventurier
- Ralph Cookson : Wade Condon, un aventurier
- Del Monroe : Curt, le jeune déserteur
- Hugo Stanger : Jones , le déserteur plus âgé
- Nona Carver : l'indienne blonde
- Jewell Morgan : une indienne
- Betty Shay : une indienne
- Jan Lee : une indienne
- Joanne Bowers : une indienne
- Ramona Rogers : une indienne
- Pat O'Connell : une indienne
- Kenne Duncan : le narrateur (non crédité)